# HMS Unrivalled (P45)
Le HMS Unrivalled (Pennant number : P45) est un sous-marin de la classe Umpire ou Classe U  de la Royal Navy. Il a été construit en 1941 par Vickers-Armstrongs à Newcastle upon Tyne (Angleterre).

## Conception et description
Le Unrivalled fait partie du troisième groupe de sous-marins de classe U qui a été légèrement élargi et amélioré par rapport au deuxième groupe précédent de la classe U. Les sous-marins avaient une longueur totale de 60 mètres et déplaçaient 549 t en surface et 742 t en immersion. Les sous-marins de la classe U avaient un équipage de 31 officiers et matelots.
Le Unrivalled était propulsé en surface par deux moteurs Diesel Davey-Paxman fournissant un total de 615 chevaux-vapeur (459 kW) et, lorsqu'il était immergé, par deux moteurs électriques General Electric d'une puissance totale de 825 chevaux-vapeur (615 kW) par l'intermédiaire de deux arbres d'hélice. La vitesse maximale était de 14,25 nœuds (26,39 km/h) en surface et de neuf nœuds (17 km/h) sous l'eau.
Le Unrivalled était armé de quatre tubes lance-torpilles de 21 pouces (533 mm) à l'avant et transportait également quatre recharges pour un grand total de huit torpilles. Le sous-marin était également équipé d'un canon de pont de trois pouces (76 mm).

## Carrière

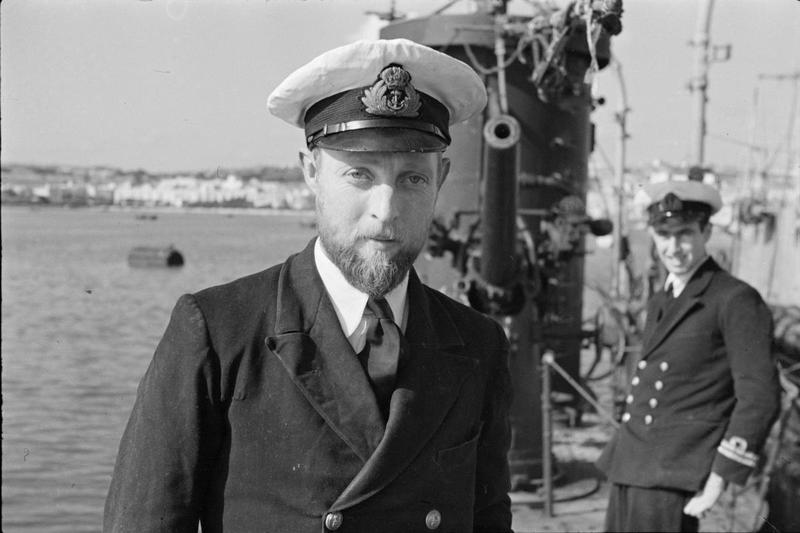
Le Lieutenant H B Turner (RN), commandant du HMS Unrivalled, Malte, 26–28 janvier 1943 (IWM A14488)

Le HMS Unrivalled a été commandé le 23 août 1940 à Vickers-Armstrong à Newcastle upon Tyne dans le cadre du programme de construction navale de 1940. Sa quille a été posée le 12 mai 1941, lancé le 16 février 1942 et mis en service 3 mai 1942.
En dehors d'une patrouille d'intervention en mer de Norvège, il a passé la majeure partie de la guerre en Méditerranée. Pendant son entraînement, le Unrivalled a tiré une torpille sur ce que l'on croyait être un sous-marin ennemi submergé. Seul le périscope était visible, et la torpille a été tirée dans la direction détectée par les hydrophones, mais aucun sous-marin allemand ne se trouvait dans la zone. Alors qu'il était en service en Méditerranée, il a coulé un certain nombre de petits navires marchands et de petits navires auxiliaires de la marine avec à la fois des torpilles et des tirs de canon. Parmi eux, le chasseur de sous-marins auxiliaires italien O 97/Margherita, les navires marchands italiens Maddalena, Mostaganem et Pasubio, les remorqueurs italiens Genova et Iseo, les voiliers italiens Triglav, Albina, Margherita, Sparviero et Ardito, les chasseurs de sous-marins auxiliaires allemands UJ 2201/Bois Rose et UJ 2204/Boréal, le pétrolier italien Bivona, le petit marchand italien Santa Mariana Salina, le dragueur de mines auxiliaire italien R 172/Impero et le petit navire italien San Francisco di Paola A.
Il a également endommagé le torpilleur italien Antonio Mosto le 3 décembre 1942, mais n'a coulé ni endommagé aucun navire de l'Axe après le 28 juillet 1943. Pendant l'opération Husky (le débarquement Allié en Sicile) en juillet 1943, il a été stationné au large pour marquer les plages de débarquement de la 1re Division d'infanterie canadienne. 
Le sous-marin a survécu à la guerre, mais était trop lent pour les besoins et n'a pas été conservé après la guerre. Il a été mis au rebut à Briton Ferry, au pays de Galles, à partir du 22 janvier 1946.

## Commandant
- Lieutenant (Lt.) Hugh Bentley Turner (RN) du 25 mars 1942 au 14 août 1942
- Lieutenant (Lt.) Andrew George Prideaux (RN) du 14 août 1942 au 30 août 1942
- Lieutenant (Lt.) Hugh Bentley Turner (RN) du 30 août 1942 au 15 février 1944
- Lieutenant (Lt.) David Sivewright Brown (RNVR) du 15 février 1944 au 24 février 1944
- T/A/Lieutenant (T/A/Lt.) David Pel (RNVR) du 24 février 1944 au 3 mars 1945
- Lieutenant (Lt.) Reginald Patrick Fitzgerald (RN) du 3 mars 1945 au 31 juillet 1945

RN: Royal Navy - RNVR: Royal Naval Volunteer Reserve